# Charles Peyssonnel
Pour les articles homonymes, voir Peyssonnel.
Charles Peyssonnel, né à Marseille vers 1640 et mort de la peste à Marseille le 20 septembre 1720, est un médecin marseillais.

## Biographie
Charles Peyssonnel issu d'une famille de médecins est lui-même médecin. Il a deux fils : Jean André Peyssonnel (1694-1759), médecin et naturaliste, et Charles de Peyssonnel (1700-1757), avocat et diplomate.
Ancien élève des Oratoriens, il reste fidèle à ses maîtres et sera poursuivi comme Janséniste et condamné par l'intendant de Provence le 12 février 1689 à sept ans de bannissement hors du royaume et à 1 500 livres d'amende. Il s'exile au Caire en Égypte où il exerce la médecine. Il séjourne également en Tunisie de 1697 à 1699. Rentré à Marseille, il est en 1720 le doyen des médecins. Il exerce les fonctions de médecin chef de l'Hôtel-Dieu. Durant la peste de 1720 il est le premier à diagnostiquer officiellement la peste le 9 juillet 1720 en examinant un enfant malade rue Jean-Galant et alerte les échevins. Il aura une attitude admirable et décédera de la peste, victime de son dévouement.

## Source biographique
- Académie de Marseille, Dictionnaire des marseillais, Édisud, Marseille, 2001, p. 265,  (ISBN 2-7449-0254-3)
- Paul Masson (sous la direction de), Encyclopédie départementale des Bouches-du-Rhône, Archives départementales des Bouches-du-Rhône, Marseille, 17 volumes parus de 1913 à 1937, Tome IV (deuxième volume), p. 376.